# Brass Knuckles
Brass Knuckles is een Amerikaanse misdaadfilm uit 1927 onder regie van Lloyd Bacon.

## Verhaal
Omdat de gevangene Zac Harrison een ontsnapping heeft verhinderd, wordt hij vrijgelaten wegens goed gedrag. Hij doet vervolgens een belofte gestand, die hij gedaan had in de gevangenis. Hij brengt in een weeshuis een bezoek aan June Curry, de dochter van een medegevangene. June wil ontsnappen uit het weeshuis en samen met Zac optrekken.

## Rolverdeling
| Acteur          | Personage       |
| --------------- | --------------- |
| Monte Blue      | Zac Harrison    |
| Betty Bronson   | June Curry      |
| William Russell | Brass Knuckles  |
| George E. Stone | Velvet Smith    |
| Paul Panzer     | Sergeant Peters |
| Jack Curtis     | Murphy          |